# The 716th
The 716th ist ein Science-Fiction-Kurzfilm von Andrew Bowen.

## Handlung
Im 42. Jahr des Rak Wars. Auf einem Planeten außerhalb des Druad-Systems flüchten eine Spionin und ihr junger Begleiter vor einer Gruppe außerirdischer Wesen. Der Commander der Rak sucht ganz gezielt nach ihr, denn sie ist etwas Besonderes.
Ein in der Nähe des Planeten befindliches Raumschiff empfängt ihren Notruf. Auf diesem hat Doc das Kommando, der scheinbar letzte Mediziner im Weltraum, der eine Gruppe von Abtrünnigen anführt. Sein Mitstreiter Ash schnappt sich eine Waffe und begibt sich mit einem Gleiter zur Planetenoberfläche. Als er die beiden in Not Geratenen findet, ist der junge Mann an seinen Verletzungen gestorben. Sie versuchen den Gleiter zu starten, werden dabei aber von den Rak beschossen. Während ihres Aufstiegs reanimiert Ash den jungen Mann, denn auch er ist ehemaliger Medic. 
Im Orbit finden sie sich plötzlich inmitten einer Schar von Raumschiffen wieder. Nun beginnt Ash zu verstehen, wer diese junge Frau ist, die er an Bord geholt hat.

## Produktion
Regie führte der US-amerikanische Schauspieler und Komiker Andrew Bowen, der vor allem für seine Auftritte in der Sketch-Comedy-Serie MADtv bekannt ist. Er schrieb auch das Drehbuch und ist zudem im Film in der Rolle von Doc zu sehen. John Asher spielt Ash, Lauren McFall die von ihm auf dem Planeten gerettete Spionin, deren Name im Film bis zum Ende nicht genannt wird. Die eigentliche Synchronschwimmerin vertrat die USA bei den Olympischen Sommerspielen 2004 in Athen und war zudem Mannschaftskapitänin. Steven Huff steckt unter dem Kostüm des Alien Commanders.
Als Kameramann fungierte Ray Huang, für die visuellen Effekte zeichneten Dustin Adair, Joseph James Lawson und Dustin Montierth verantwortlich.
Ab Anfang April 2020 stellte das Tribeca Film Festival den Film Coronavirus-Pandemie-bedingt kostenlos online zur Verfügung.

## Auszeichnungen
Tribeca Film Festival 2018
- Nominierung in der Kategorie Best Narrative Short (Andrew Bowen)